# Chassalia ischnophylla
Chassalia ischnophylla là một loài thực vật có hoa trong họ Thiến thảo. Loài này được (K.Schum.) Hepper mô tả khoa học đầu tiên năm 1962.